# 主計町
主計町（日语：かずえまち）是位於日本石川縣金澤市淺野川沿岸的地區名。該地面來自於這裡曾是加賀藩士富田主計的住宅，和東山東並為重要傳統建築群保護地區，保留了明治至昭和初期的建築。1970年該地一度改名為尾張町2丁目，｢主計町｣這一地名一度消滅。1999年主計町恢復了舊名，是舊町名復活運動的先驅。

## 外部連結
- 旧町名復活区域 主計町 （页面存档备份，存于） - 金沢市
- 主計町重要伝統的建造物群保存地区 （页面存档备份，存于） - 金沢市
- 金沢市主計町伝統的建造物群保存地区 （页面存档备份，存于） - 石川県教育委員会